# (35900) 1999 JH88
1999 JH88 (asteroide 35900) é um asteroide da cintura principal. Possui uma excentricidade de 0.10039160 e uma inclinação de 10.11358º.
Este asteroide foi descoberto no dia 12 de maio de 1999 por LINEAR em Socorro.